# Гюмир
Гюмир или Гимир (др.-сканд. Gymir) — в германо-скандинавской мифологии великан. Возможно, Гюмир — это другое имя Эгира.

## Упоминания в мифах

### В Старшей Эдде
В «Поездке Скирнира» и «Видении Гюльви» Гюмир описан как муж Аурбоды и отец Герд. От Фрейра Гюмир получил за Герд в приданое меч.

### В Младшей Эдде
В «Языке поэзии» имя «Гюмир» упоминается как хейти моря.